# Ямайский виреон
Ямайский виреон (лат. Vireo modestus) — вид птиц семейства виреоновых. Эндемик Ямайки.
Населяет субтропические и тропические сухие леса, субтропические и тропические влажные равнинные леса, субтропические или тропические влажные горные леса, и деградировавший вторичный лес.